# بوشنوية خضراء الأزهار
بوشنوية خضراء الأزهار (الاسم العلمي:Buchenavia viridiflora) هي نوع من النباتات يتبع جنس البوشنوية من الفصيلة القمبريطية.